# Адідже
Аді́дже (італ. Adige, нім. die Etsch) — річка на півночі Італії, друга за довжиною річка в Італії після По. Довжина 410 км, площа басейну 14 700 км², середня витрата води в гирлі — близько 266 м³/сек.
Бере початок біля кордону з Австрією, біля Решенського перевалу на схилах Ецтальських Альп, а в нижній течії тече Паданською рівниною, впадає в Адріатичне море, утворюючи загальну дельту з річкою По. Великі гідроелектростанції. Судноплавна в нижній течії.
На річці розташоване місто Верона. Долиною Адідже проходить залізниця з Італії до Австрії.
Згадується у «Пісні німців» як найпівденніша точка Австрійської імперії і розповсюдження німецькомовного етносу.